# Marnheim

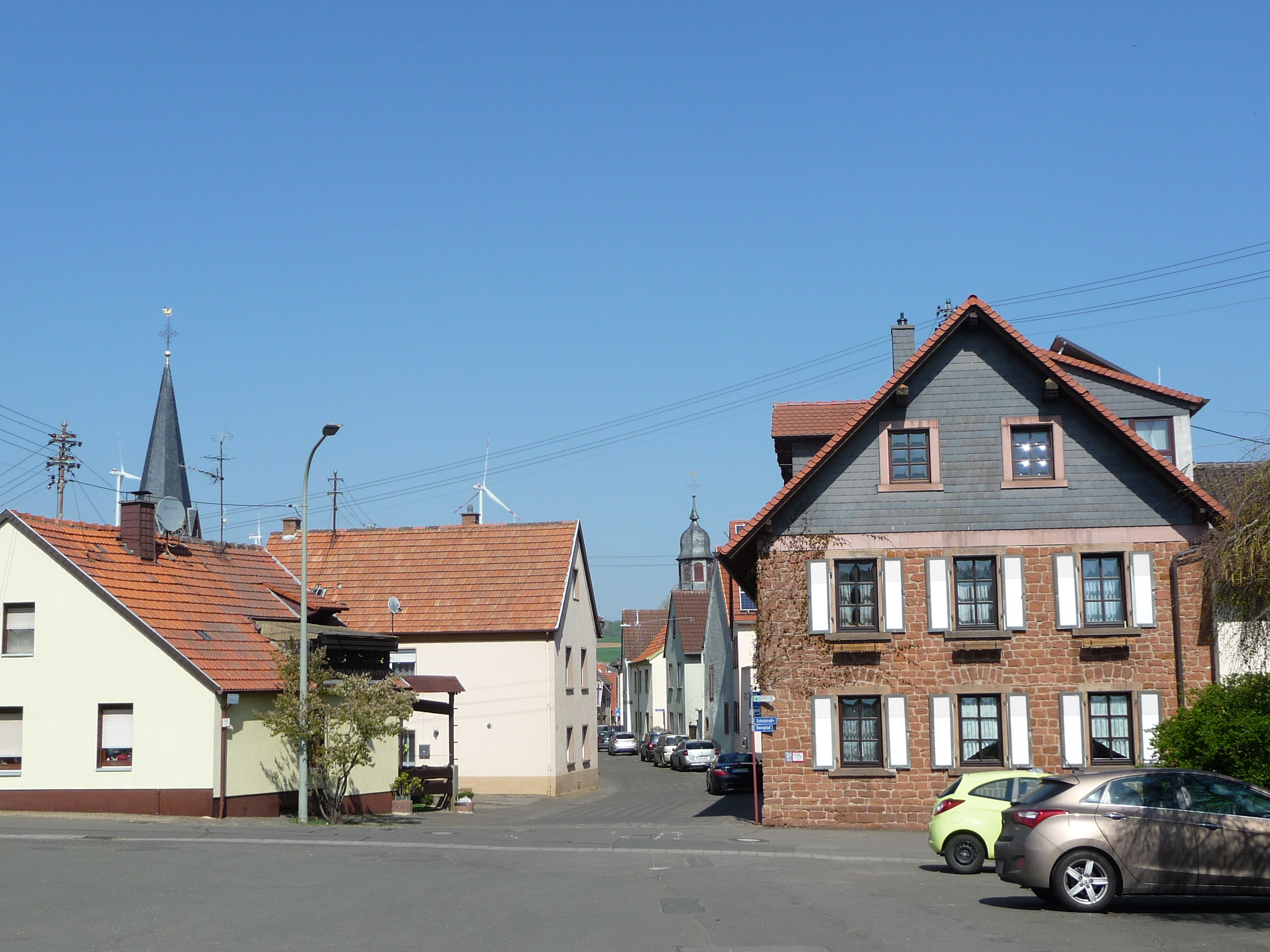
Ortsbild von Marnheim

Marnheim (pfälzisch: Marem) ist eine Ortsgemeinde im Donnersbergkreis in Rheinland-Pfalz. Sie gehört der Verbandsgemeinde Kirchheimbolanden an. Volkstümlich wird sie oft als das Tor zum Zellertal bezeichnet.

## Geographie

### Lage
Marnheim befindet sich in unmittelbarer Nähe von Kirchheimbolanden am Übergang des Rheinhessischen Tafel- und Hügellandes in das Nordpfälzer Bergland. Einige Kilometer weiter östlich liegt Worms. Zu Marnheim gehören zusätzlich die Weiler und Wohnplätze Berghof, Elbisheimerhof, Froschauerhof, Mittelmühle, Riedenmühle, Rothenbergermühle, Sandbrunner Häuschen sowie Steinmühle.

### Erhebungen und Gewässer
Im Norden der Gemarkung erstreckt sich die Hügelkette Hungerberg. Marnheim selbst liegt an der Pfrimm; letztere nimmt vor Ort von links den Gerbach auf.

## Geschichte
Im Jahre 774 wurde Marnheim erstmals urkundlich im Lorscher Codex als Mawenheim erwähnt. Wahrscheinlich ist die Gegend als Siedlungsgebiet aber noch älter, wie Funde in der Umgebung belegen. Im Jahre 1135 wird Marnheim dann Mouwenheim genannt, wie eine Urkunde eines gewissen Arnold von Mouwenheim bezeugt.
Im Mittelalter gehörte Marnheim längere Zeit zur Herrschaft Bolanden, später zur Kurpfalz und deren Amt Bolanden sowie anschließend bis Ende des 18. Jahrhunderts zu Nassau-Weilburg, wo es dem Oberamt Kirchheim unterstand.
Von 1798 bis 1814, als die Pfalz Teil der Französischen Republik (bis 1804) und anschließend Teil des Napoleonischen Kaiserreichs war, war Marnheim in den Kanton Kirchheim  im Departement Donnersberg eingegliedert und bildete eine eigene Mairie. 1815 hatte der Ort insgesamt 785 Einwohner. Im selben Jahr wurde er Österreich zugeschlagen. Bereits ein Jahr später wechselte der Ort wie die gesamte Pfalz in das Königreich Bayern. Von 1818 bis 1862 gehörte Marnheim dem Landkommissariat Kirchheim – später Kirchheimbolanden – an; aus diesem ging das Bezirksamt Kirchheimbolanden  hervor.
Im Zusammenhang mit den Revolutionskämpfen von 1849 unterzeichnete hier der damalige Prinz von Preußen, der spätere Kaiser Wilhelm I., die völkerrechtlich umstrittene „Erklärung der Rheinpfalz in den Kriegszustand“. Der Tisch, an dem dies geschah, ist als historisches Möbelstück im Heimatmuseum in Kirchheimbolanden erhalten.
Ab 1939 war der Ort Bestandteil des Landkreises Kirchheimbolanden. Nach dem Zweiten Weltkrieg wurde Marnheim innerhalb der französischen Besatzungszone Teil des damals neu gebildeten Landes Rheinland-Pfalz. Im Zuge der ersten rheinland-pfälzischen Verwaltungsreform wechselte Marnheim 1969 in den neu gebildeten Donnersbergkreis; drei Jahre später wurde die Gemeinde in die ebenfalls neu entstandene Verbandsgemeinde Kirchheimbolanden eingegliedert.

## Religion
Am 22. Oktober 1940 wurden die in Marnheim lebenden Juden im Zuge der Wagner-Bürckel-Aktion deportiert. Bis Ende 2015 bildete Marnheim katholischerseits eine Filiale der Pfarrei Bolanden. Seit 2016 gehört die Gemeinde zu der in Kirchheimbolanden ansässigen Pfarrei Hl. Anna.

## Politik

### Gemeinderat
Der Gemeinderat in Marnheim besteht aus 16 Ratsmitgliedern, die bei der Kommunalwahl am 9. Juni 2024 in einer personalisierten Verhältniswahl gewählt wurden, und dem ehrenamtlichen Ortsbürgermeister als Vorsitzendem.
Die Sitzverteilung im Gemeinderat:
| Wahl | SPD | CDU | FWG a | WGB b | WGS c | Gesamt   |
| ---- | --- | --- | ----- | ----- | ----- | -------- |
| 2024 | –   | 6   | 4     | 2     | 4     | 16 Sitze |
| 2019 | 3   | 5   | 6     | 2     | –     | 16 Sitze |
| 2014 | 3   | 4   | 7     | 2     | –     | 16 Sitze |
| 2009 | 3   | 4   | 7     | 2     | –     | 16 Sitze |
| 2004 | 3   | 4   | 5     | 4     | –     | 16 Sitze |

### Bürgermeister
Ortsbürgermeister ist Tim Mühlbach. Bei der Direktwahl am 26. Mai 2019 wurde er mit einem Stimmenanteil von 59,7 % im ersten Wahlgang gewählt. Er folgt damit auf Klaus Duwensee, der nach 25 Jahren im Amt nicht mehr bestätigt wurde. Bei der Direktwahl am 9. Juni 2024 wurde Mühlbach als einziger Bewerber mit 72,8 % wiedergewählt.

### Wappen
| Wappen von Marnheim | Blasonierung: „In Silber über blauem Wellenschildfuß ein roter Balken, oben ein auf dem Balken stehendes achtspeichiges rotes Rad.“ |
| Wappen von Marnheim | Wappenbegründung: Gemäß einem zu 1626 belegten Siegel drückt das Wappen die Vogteirechten erwachsenen Ortsherrschaften der Herren von Bolanden und von Wartenberg aus. Der Wellenschildfuß stellt die Pfrimm dar, die durch Marnheim fließt. Das Wappen wurde im Juli 1930 von dem Bayerischen Staatsministerium des Innern in München genehmigt. |

## Kultur und Sehenswürdigkeiten

### Kulturdenkmäler

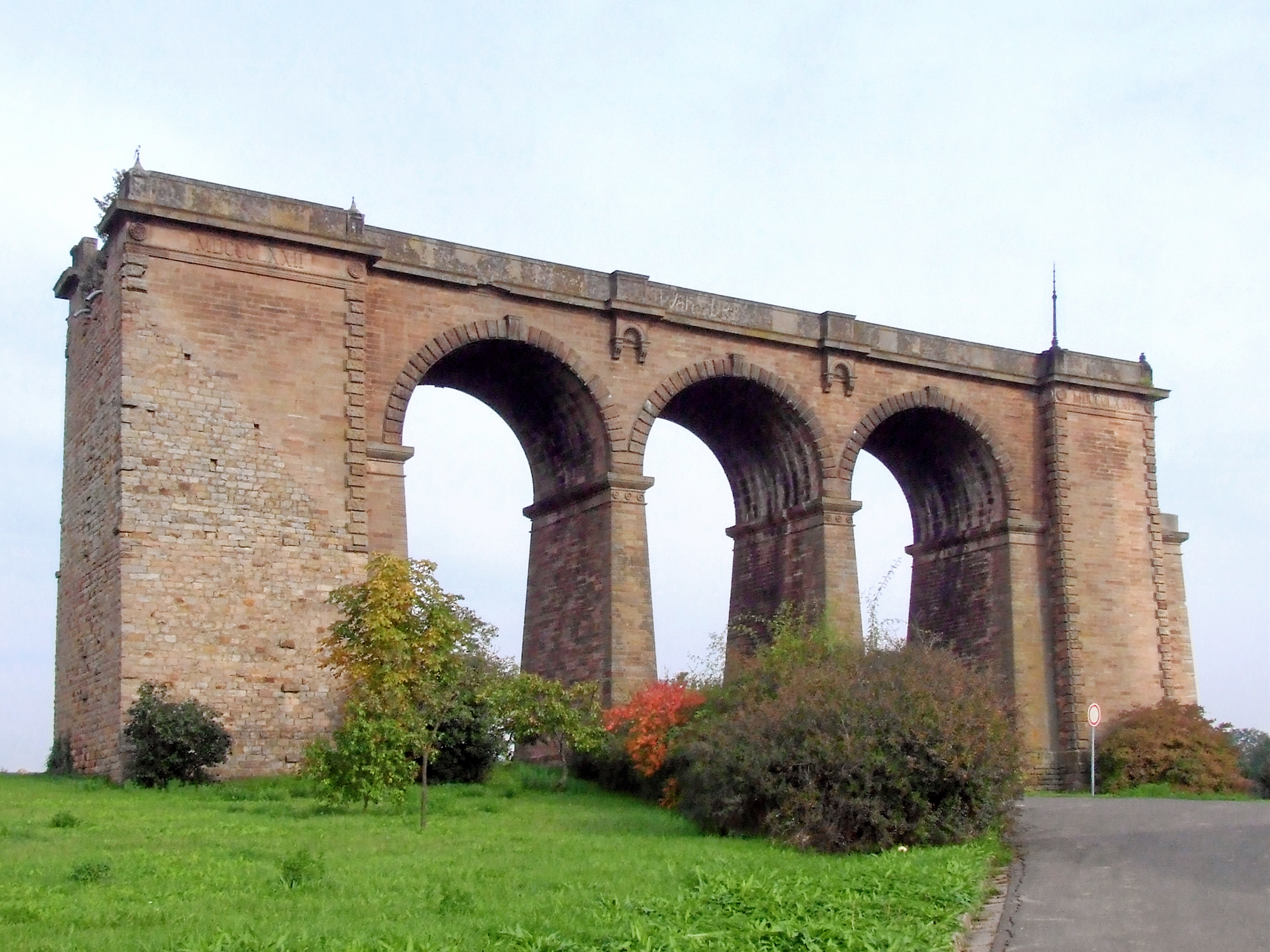
Überrest des Pfrimmtalviaduktes

Die Hauptstraße ist als Denkmalzone ausgewiesen.
Hinzu kommen insgesamt 15 Einzelobjekte, die unter Denkmalschutz stehen, darunter folgende Bauwerke:
Am Ortsrand befinden sich die Überreste des Pfrimmtalviaduktes, einer 1945 gesprengten Eisenbahnbrücke, welche die Zellertalbahn mit der Donnersbergbahn verband. Das Ortsbild prägt der Graue Turm, ein freistehender ehemaliger Kirchturm aus dem 16. Jahrhundert, wobei der barocke Kirchturm (1710–1896 ist auf dem Wetterhahn zu lesen) 1896 abbrannte. Davor war auf dem Kirchturm ein Spitzdach. Die zugehörige Kirche war baufällig und wurde im 19. Jh. abgebrochen. Eine versprochene Ersatzkirche, die zu 50 % von Theodor Hilgard finanziert werden sollte, falls die Gemeinde die andere Hälfte aufbrächte, wurde aufgrund des fehlenden Anteils der Gemeinde nie gebaut, denn die Gemeinde hatte sich für den Bau des Schulhauses der heutigen Grundschule (1880) verschuldet.

### Sport
Die Ortsgemeinde verfügt über ein Sport- und Freizeitzentrum mit Sauna, zwei Kegelbahnen, einem Sportplatz und eine Schießanlage.

### Regelmäßige Veranstaltungen
Die Kerwe findet am zweiten Wochenende im September statt.

## Wirtschaft und Infrastruktur

### Verkehr
Die Verkehrsanbindung für das Auto ist mit der in der Nähe gelegenen A 63 mit Anschluss in Kirchheimbolanden sehr gut, darüber hinaus führt an dem Ort die B 47 vorbei. Durch die Gemeinde führt die Landesstraße 401. In Richtung Süden bis nach Kerzenheim führt die Landesstraße 449. Die Kreisstraße 54 verbindet die Gemeinde mit Bolanden. Marnheim besitzt einen Bahnhof an der Zellertalbahn Langmeil−Monsheim. 
Der Bahnhof Marnheim liegt an der Zellertalbahn, die ohne Verkehr ist. Bis 1945 führte außerdem die nach Zerstörungen im Zweiten Weltkrieg  in Kirchheimbolanden endende Donnersbergbahn bis nach Marnheim, so dass der Bahnhof damals ein Abzweigbahnhof war. Das historische Empfangsgebäude steht unter Denkmalschutz.

### Öffentliche Einrichtungen
Der Ort verfügt über einen Kindergarten sowie Kinderspielplatz, einen Grillplatz, Bürgerraum sowie einer Bücherstube.

### Bildung
In Marnheim gibt es eine Grundschule. In unmittelbarer Nähe befindet sich auch das Gymnasium Weierhof.

### Tourismus
Marnheim ist westlicher Endpunkt des Zellertal-Radwegs, der bis nach Worms führt.

## Persönlichkeiten

### Söhne und Töchter der Gemeinde
- Theodor Hilgard (1790–1873), Rechtswissenschaftler
- Wilhelm Wettschureck (1898–1970), Politiker (NSDAP)
- Hanns Egon Wörlen (1915–2014), Architekt und Kunstmäzen
- Karl Menges (1941–2018), Germanist, Autor, Literaturwissenschaftler und Hochschullehrer

### Personen, die in der Gemeinde gewirkt haben
- Rafik Schami (* 1946), Schriftsteller, lebt und arbeitet in Marnheim.